# Bathmium poeppigii
Bathmium poeppigii là một loài thực vật có mạch trong họ Dryopteridaceae. Loài này được (C. Presl) E. Fourn. miêu tả khoa học đầu tiên năm 1872.